# جغد نوارحنایی
جغد نوارحنایی (نام علمی: Strix albitarsis)، گونه‌ای از جغدهای خانواده جغدان راستین است و در بولیوی، کلمبیا، اکوادور، پرو و ونزوئلا یافت می‌شود.
اتحادیه بین‌المللی حفاظت از طبیعت جغد نوارحنایی را به عنوان کمترین نگرانی ارزیابی کرده‌است. با این حال، «[p]احتمالا تحت تاثیر نامطلوب برش‌های زیستگاه جنگلی آن قرار گرفته‌است.»